# De Publieke Tribune
De Publieke Tribune is zowel een televisie- als radioprogramma van HUMAN.
Het radioprogramma wordt sinds 25 februari 2019 iedere laatste maandag van de maand uitgezonden door NPO Radio 1. Tot januari 2019 vulde het HUMAN-programma Brainwash Radio dit tijdslot op de zender. Vanaf 1 januari 2022 wordt het programma wekelijks op zaterdag om 15:00 uur uitgezonden op NPO Radio 1.
In het programma interviewt presentator Coen Verbraak ervaringsdeskundige gasten over een actueel onderwerp of maatschappelijke kwestie.
Op televisie kent het programma inmiddels twee seizoenen. In het eerste seizoen sprak een panel van beleidsverantwoordelijken met het publiek, in het tweede seizoen was slechts één verantwoordelijke te gast om vragen van het publiek te beantwoorden. Vaak betrof het in dit tweede seizoen een minister. Het televisieprogramma wordt op locatie opgenomen.